# Edward Kasner

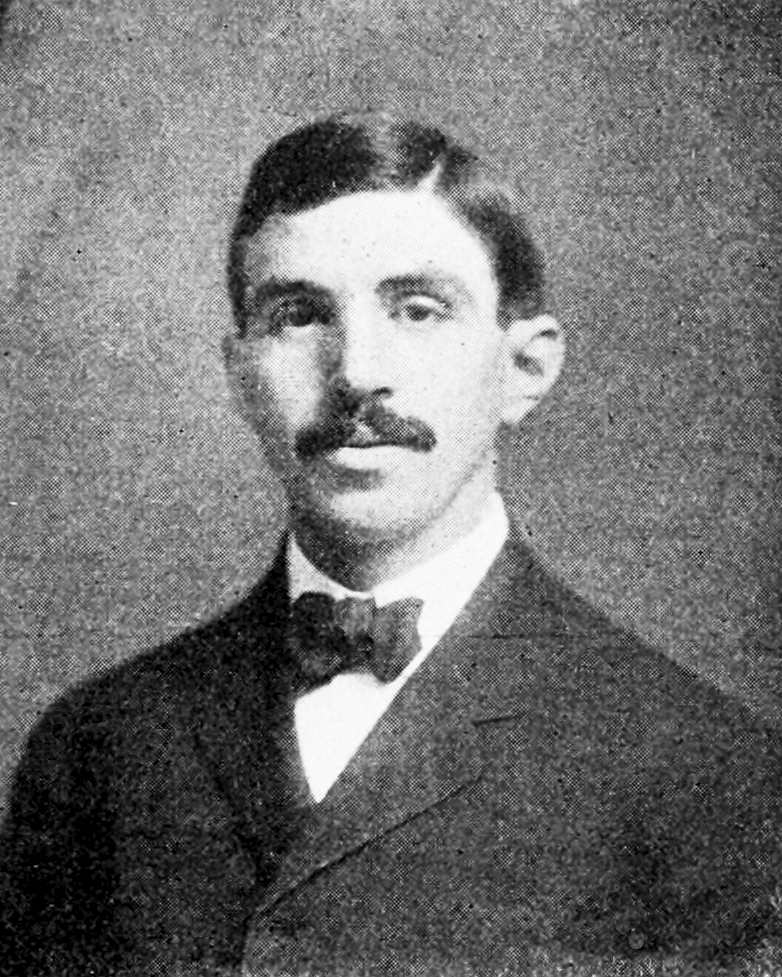
Edward Kasner (1907)

Edward Kasner (* 2. April 1878 in New York City, New York; † 7. Januar 1955 ebenda) war ein US-amerikanischer Mathematiker, der sich vor allem mit Geometrie und Differentialgeometrie beschäftigte.
Kasner studierte ab 1897 an der Columbia University bei Cassius Keyser, wo er 1900 mit der Arbeit „Die Invariantentheorie der Inversionsgruppe“ (englisch „The Invariant Theory of the Inversion Group“) promovierte. Als erster Jude erhielt er eine Anstellung als Tutor an der Columbia University. 1917 wurde Kasner in die National Academy of Sciences gewählt.
Er trug viel zur Popularisierung der Mathematik bei. Bekannt ist er zum Beispiel für seine Rolle bei der Erfindung des Wortes „googol“. In den 1920er Jahren forderte er, wie er in seinem Buch mit James Roy Newman (einem mathematikbegeisterten Anwalt, der sein Schüler war) Mathematics and the Imagination schildert, seinen damals neunjährigen Neffen, Milton Sirotta, auf, sich einen Namen für die Zahl 10100 (entspricht einer 1 mit 100 Nullen) auszudenken, der daraufhin das Wort „googol“ erfand. Der Name „Google“ für die Websuchmaschine ist ein Wortspiel mit „googol“.
Zu seinen Doktoranden zählt Rufus Isaacs.